# Nagydorog
Nagydorog là một làng thuộc hạt Tolna, Hungary. Làng này có diện tích 41,44 km², dân số năm 2010 là 2661 người, mật độ 64 người/km².